# Fédération des travailleurs socialistes de France

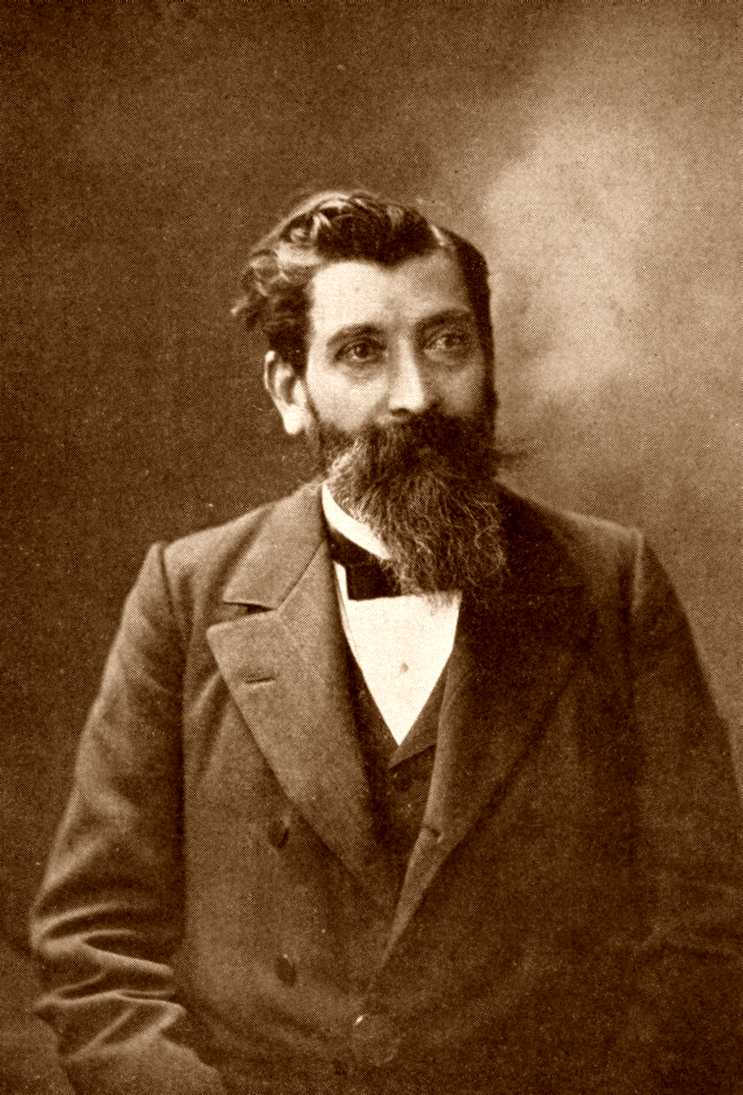
Paul Brousse

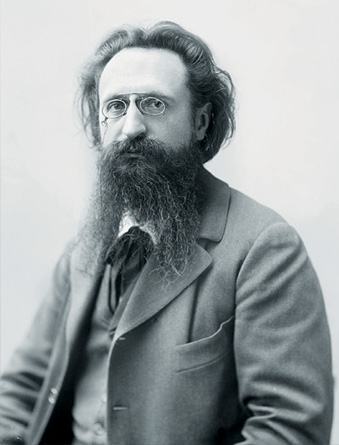
Jules Guesde (Nadar)

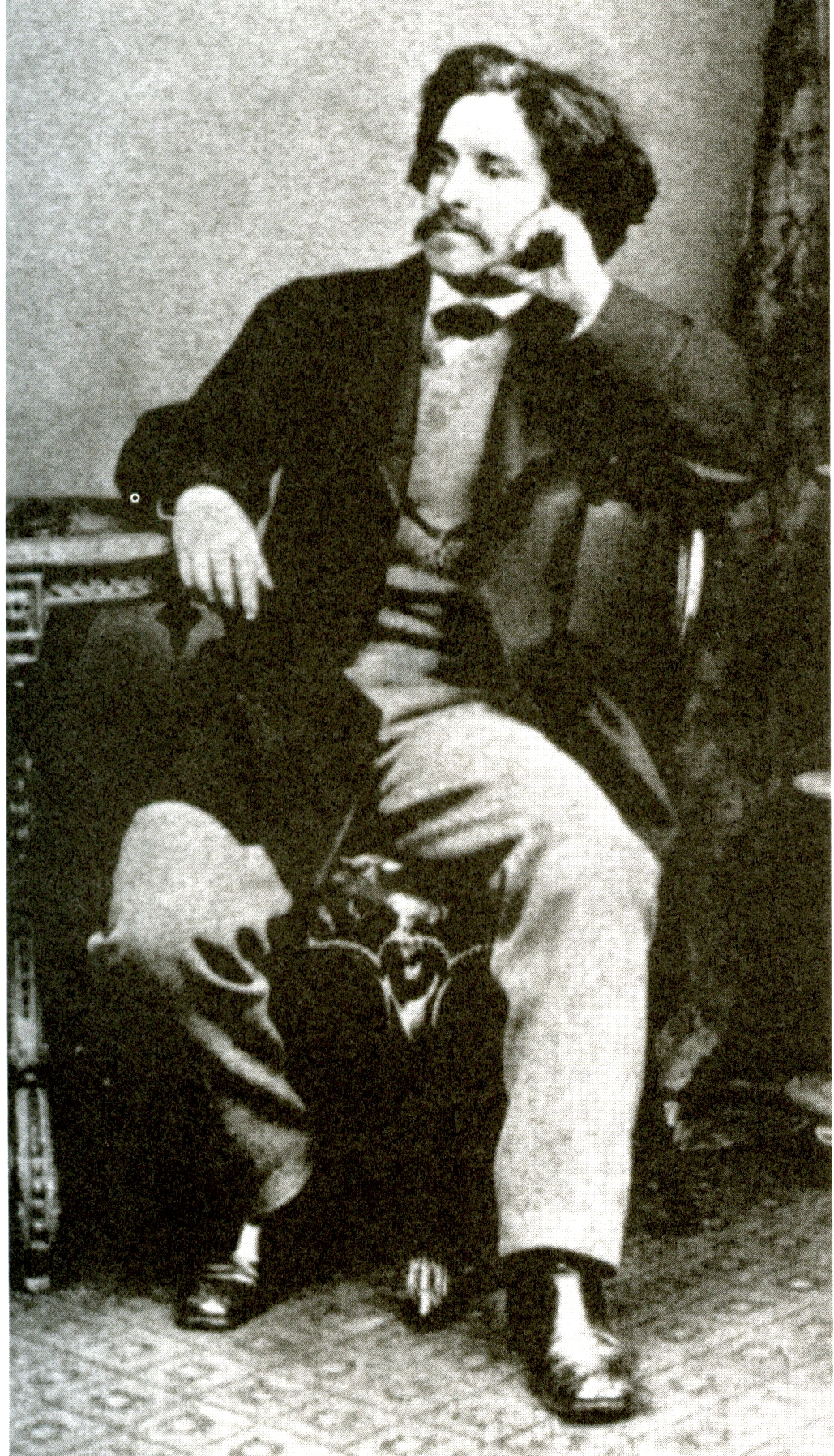
Paul Lafargue

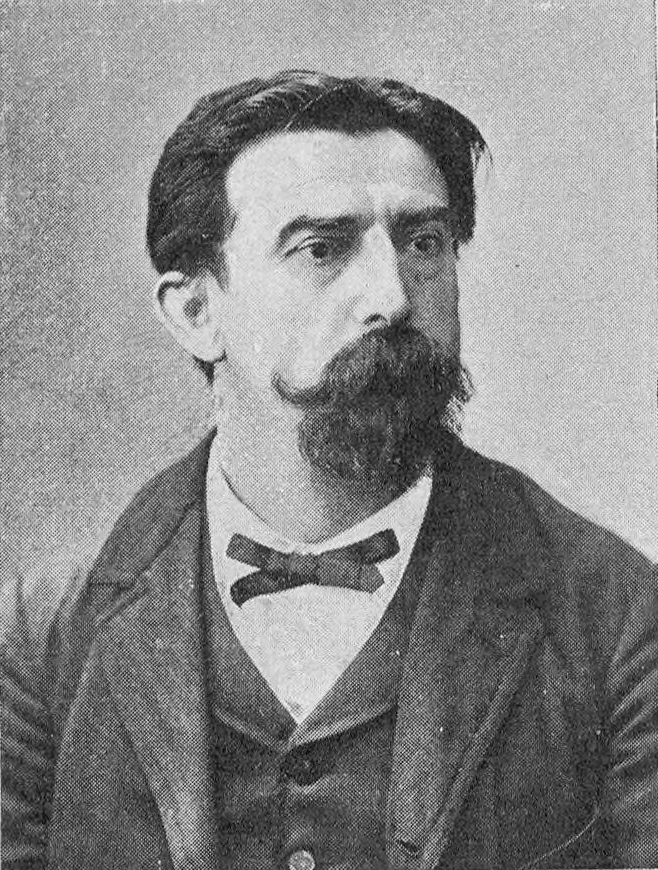
Jean Allemane (Foto Marmand)

Die Fédération des travailleurs socialistes de France (Föderation der sozialistischen Arbeiter Frankreichs) war zunächst ein Zusammenschluss der verschiedenen sozialistischen Strömungen in Frankreich, bevor sie unter der Führung von Paul Brousse in den beiden letzten Jahrzehnten des 19. Jahrhunderts zur wichtigsten reformistischen sozialistischen Partei wurde. Sie war 1902 an der Gründung der Parti socialiste français beteiligt.

## Geschichte

### Fédération du parti des travailleurs socialistes de France
Die Fédération du parti des travailleurs socialistes de France (Föderation der Sozialistischen Arbeiterpartei Frankreichs) wurde Ende April 1879 im Anschluss an den 3. sozialistischen Arbeiterkongress in Marseille (der später als „unsterblicher Kongress“ bezeichnet wurde) gegründet, auf dem vor allem Jules Guesde Gewerkschaftsgruppen auf der Grundlage eines marxistischen Kollektivismus zusammenführte.
Die folgenden sozialistischen Gruppen bestanden damals:
- Die Guesdisten, Vertreter der marxistischen Strömung in Frankreich, wurden von Jules Guesde und Paul Lafargue angeführt. In der Anfangszeit der Fédération du parti des travailleurs socialistes de France waren sie in der Führung stärker vertreten als unter den Kongressteilnehmern.
- Die Possibilisten oder Reformisten, angeführt von Paul Brousse und Jean Allemane, waren wie die Guesdisten kollektivistisch, aber differenzierter in Bezug auf die Machtergreifung und die Umgestaltung der Gesellschaft, die sie schrittweise erreichen wollten. Sie bildeten die wichtigste Strömung innerhalb der Fédération du parti des travailleurs socialistes de France.
- Die Blanquisten, Anhänger von Auguste Blanqui (der zum Zeitpunkt des Kongresses von Marseille noch im Gefängnis saß). Aus der jakobinischen Tradition kommend, waren sie in der Frage der Revolution am radikalsten und sprachen sich für die „totale Aktion“ aus, die zur Errichtung eines neuen sozialistischen Systems führen sollte.[3]
- Die Anarchisten, die den Ideen Bakunins nahestanden, bezeichneten sich selbst als libertäre Kommunisten nach dem Vorbild von Élisée Reclus. Auch sie waren Kollektivisten, aber sie traten für das „Verschwinden jeder Form von Staat“ ein.
- Die Kooperatisten, Erben der Ideen von Pierre-Joseph Proudhon und Louis Blanc (der sich inzwischen den radikalen Republikanern angenähert hatte), waren gegen den Kollektivismus und gegen gewaltsame Aktionen.

Auf dem Parteitag von Le Havre 1880 nahm die Fédération du parti des travailleurs socialistes de France (auch Französische Sozialistische Arbeiterpartei genannt) ein von Karl Marx, Jules Guesde und Paul Lafargue verfasstes, eindeutig kollektivistisches Programm an, was zum Austritt der Kooperatisten führte. Die Wahlniederlage von 1881 führte innerhalb der Partei zu einem Bruch zwischen der guesdistischen Führung und der Mehrheit der Aktivisten, die konkrete sozialistische Reformen im Sinne von Paul Brousse anstrebten. Der zwei Monate später stattfindende Kongress in Reims war durch die Isolierung der Guesdisten gegenüber den Possibilisten und den Aufstieg von Paul Brousse innerhalb der Organisation gekennzeichnet. Diese reformistische Orientierung führt zum Austritt der Anarchisten, gefolgt von den Blanquisten unter der Führung von Édouard Vaillant, die das Comité révolutionnaire central (CRC) gründen. 1882 (Kongress von Saint-Étienne) waren die Marxisten unter Jules Guesde an der Reihe, die Fédération du parti des travailleurs socialistes de France zu verlassen und die Parti ouvrier zu gründen. Die Fédération du parti des travailleurs socialistes de France wurde zunächst in Parti ouvrier socialiste révolutionnaire (Revolutionäre Sozialistische Arbeiterpartei) umbenannt und entwickelte sich unter der Führung von Paul Brousse unter der Bezeichnung Fédération des travailleurs socialistes de France zu einer sozialistischen Reformpartei.

### Fédération des travailleurs socialistes de France
Als erste sozialistische Partei Frankreichs konnte sich die Fédération des travailleurs socialistes de France auf eine starke gewerkschaftliche Basis und eine Basis in den Regionen stützen. Ihre ersten Wahlerfolge feierte sie 1885 mit der Wahl von zwei Abgeordneten im Département Seine auf der Grundlage eines revolutionär-reformistischen Programms. Bei den Kommunalwahlen von 1887 stellte sie mehrere Stadträte in Paris, darunter Paul Brousse, der zum ersten Mal für ein öffentliches Amt kandidierte und im siebzehnten Arrondissement in Epinettes im zweiten Wahlgang gewählt wurde. Im folgenden Jahr wurde er mit Unterstützung der Radikalen zum Vizepräsidenten des Pariser Stadtrats gewählt.
Anfang 1888 war die Partei stark zwischen Broussisten und Allemanisten gespalten, aber man war bemüht, sich während der Boulangistenkrise für die Verteidigung der Republik auf Kosten des Klassenkampfes einzusetzen. Le Cri du peuple wurde bis zu seiner Übernahme im April zum Sprachrohr des Anti-Boulangismus, während die Possibilisten im November 1887 als erste eine antiboulangistische Kundgebung durchführten. Diese blieben zwar kritisch gegenüber dem Parlamentarismus, wiesen aber darauf hin, dass dieser besser sei als eine Diktatur. Später beteiligten sie sich an der Gründung der Société des droits de l’homme et du citoyen und eröffneten die neue Zeitung Le Parti ouvrier, die sich klar gegen Boulanger richtete.
Nachdem die Krise vorüber war, kam es erneut zu Meinungsverschiedenheiten und einer Abspaltung einer Minderheit der Allemanisten, die 1890 die Parti ouvrier socialiste révolutionnaire (POSR) gründeten. Diese Abspaltung schwächte die Partei erheblich, da sie ihrer Arbeiterbasis und der Unterstützung der Gewerkschaften beraubt wurde. Die FTSF war nun nur noch eine kleine Partei gewählter Abgeordneter, die sich um einige Schlüsselbezirke von Paris konzentrierte, was dazu beitrug, dass die Partei zunehmend reformistisch wurde. Während die FTSF in den 1880er Jahren eine der Säulen der sozialistischen Bewegung war, marginalisierte die Reorganisation der Zweiten Internationale in den 1890er Jahren auf marxistischer Grundlage den Broussismus in der europäischen und französischen sozialistischen Landschaft.
1902 schloss sich die Fédération des travailleurs socialistes de France mit der Parti ouvrier socialiste révolutionnaire von Jean Allemane und den Socialistes indépendants von Jean Jaurès zur Parti socialiste français zusammen, die 1905 eine der beiden Gründungsparteien der Section française de l’Internationale ouvrière wurde, in der die Broussisten den rechten Flügel bildeten.